# Groypers
Los Groypers, a veces llamados el Ejército Groyper, son un grupo de ciberactivistas, provocadores y troles de Internet de extrema derecha y nacionalistas blancos conocidos por intentar introducir la política de extrema derecha en el conservadurismo estadounidense. Los groypers son conocidos por criticar a otros grupos conservadores y personas que ven como demasiado moderadas y menos nacionalistas.El movimiento es considerado como un grupo nacionalista conservador, homófobo y antisemita, que defiende posturas políticas cercanas a la derecha alternativa.Su participaron en el Asalto al Capitolio de los Estados Unidos de 2021 y en las protestas previas a ese evento, y son conocidos sus puntos de vista extremistas. 
Si bien los groypers son un grupo vagamente definido sin una estructura de liderazgo formal, generalmente se los considera seguidores de Nick Fuentes, un comentarista político y locutor de podcast nacionalista blanco de extrema derecha. Michelle Malkin, una bloguera conservadora y comentarista política, se ha referido a sí misma como la madre del movimiento groyper.
Según la Liga Antidifamación, los groypers culpan al movimiento conservador y a la izquierda política de lo que ellos mismos llaman: "La destrucción de la América blanca". Los groypers se oponen a la inmigración y al globalismo, asimismo se oponen al feminismo y los derechos de las personas LGBTI en los Estados Unidos. Los seguidores del movimiento groyper afirman defender los valores tradicionales y el cristianismo.

## Ideología
Los groypers y sus líderes han tratado de posicionar la ideología del grupo como basada en el "conservadurismo cristiano", los "valores tradicionales" y el "nacionalismo estadounidense". Algunos groypers minimizan el extremismo de sus posiciones e instruyen a otros sobre cómo participar en tácticas de entrismo y radicalización, como introducir lentamente a sus objetivos en ideas cada vez más extremas.  A pesar de los intentos de promocionarse de manera más moderada, el grupo es ampliamente reconocido como nacionalista blanco, antisemita y homofóbico.
Fuentes afirmó que había sido "oprimido" por "los judíos" y culpó a las acciones antisemitas de ser culpa de la propia comunidad judía, afirmando que las cosas "tienden a ir de cero a sesenta" y que "la razón son ellos". Fuentes declaró que las cosas se pondrían "mucho más feas" para su comunidad si no empezaban a apoyar a "gente como nosotros".  Según la Liga Antidifamación, los groypers culpan al movimiento conservador dominante, así como a la izquierda política, por lo que ven como "destruir la América blanca". Se oponen a la inmigración y al globalismo. Los groypers apoyan los valores "tradicionales" y el cristianismo y se oponen al feminismo y a los derechos LGBTQ.
Al describir la relación entre groypers y el Partido Republicano, Nick Fuentes ha declarado: "Somos el ala derecha del Partido Republicano". Resumió sus ambiciones políticas diciendo: "Tenemos que estar a la derecha, arrastrando [a los republicanos moderados] pataleando y gritando hacia el futuro. En un partido verdaderamente reaccionario". En 2022, Fuentes abogó por un "levantamiento blanco" político para llevar a Donald Trump de vuelta al poder y "nunca irse", queriendo que Estados Unidos "deje de tener elecciones" y aboliera el Congreso de Estados Unidos.